# Teligonáceas
En el sistema de Cronquist de clasificación científica de los vegetales, las teligonáceas eran una familia monotípica de hierbas, conteniendo el género Theligonum. Se caracterizaban por poseer hojas simples, opuestas o alternas. Flores unisexuales, de disposición monoica, monoclamídeas; las masculinas con 7-20 estambres y las femeninas con ovario ínfero. Fruto drupáceo. En los bordes de lagunas.
En la clasificación filogenética más reciente, se les considera parte de las rubiáceas.
- Datos: Q602118
- Multimedia: Theligonaceae / Q602118